# KF De Walden
Korfbalvereniging De Walden (KF De Walden) is een korfbalvereniging uit Oenkerk in de Nederlandse provincie Friesland. De club is een fusie tussen kv DFD en kc Tietjerk. 
De club is ontstaan op 1 juli 2017, nadat beide clubs op jeugdniveau reeds met elkaar samenwerkten. De thuiswedstrijden worden gespeeld op sportpark Kaetsjemouilan of in sporthal de Hege Walden, beide in Oenkerk. De jonge jeugd speelt eveneens wedstrijden op het sportveld in Tietjerk. De wedstrijden worden gespeeld in een zwart/roze shirt en een zwarte broek/rok. 
De vereniging heeft ongeveer 350 leden. Het eerste elftal komt in het seizoen 2021-2022 zowel op het veld als in de zaal uit in de eerste klasse. 